# Patrick Daniel Koroma
Patrick Daniel Koroma (Jenneh, Serra Leoa, 4 de maio de 1950 - Freetown, 14 de dezembro de 2018) foi um ministro de Serra Leoa e bispo católico romano de Kenema.
Patrick Daniel Koroma recebeu o Sacramento da Ordem em 18 de dezembro de 1977.
Em 26 de abril de 2002, o Papa João Paulo II o nomeou Bispo de Kenema. O Arcebispo de Freetown e Bo, Joseph Henry Ganda, consagrou-o em 29 de junho do mesmo ano; Os co-consagradores foram o Bispo de Makeni, George Biguzzi SX, e o Bispo Emérito de Kenema, John O'Riordan CSSp.